# 꿈의 섬
《꿈의 섬》(중국어 간체자: 梦想岛, 정체자: 夢想島, 병음: Mèngxiǎng Dǎo 멍샹다오[*], 한자음: 몽상도, 영어: Dream Land)은 중국의 걸 그룹 SNH48의 열두 번째 미니 음반이다.  타이틀 곡의 뮤직 비디오는 모리셔스에서 촬영됐다.

## 차트 성적
SNH48의 공식 수치에 따르면, 5분만에 6만 장의 판매량을 돌파하였으며, 1시간에 10만 장을 넘었다.

## 수록곡
| #            | 제목                           | 작사         | 작곡           | 편곡         | 음악가 | 재생 시간 |
| ------------ | ------------------------------ | ------------ | -------------- | ------------ | ------ | --------- |
| 1.           | 〈꿈의 섬〉 (梦想岛)           | 천리즈       | 두즈원         |              | 3:25   |           |
| 2.           | 〈LA LA LA〉                   | 샤오7        | 루룽제         | 팀SII        | 3:28   |           |
| 3.           | 〈독점 파티〉 (专属派对)       | 천리즈       | 장판           | 팀NII        | 3:18   |           |
| 4.           | 〈두근거리는 여름〉 (夏日悸动) | 황펑예(Mayu) | 서정진, 김도현 | 팀HII        | 3:21   |           |
| 5.           | 〈만남의 계절〉 (相遇的季节)   | 젠쯔         | 장판           | 팀X          | 4:31   |           |
| 6.           | 〈연애의 맛〉 (恋爱味道)       | 샤오7        | Claire         | 팀XII        | 3:23   |           |
| 7.           | 〈꿈의 섬〉 (Inst.)            |              | 두즈원         |              | 3:25   |           |
| 8.           | 〈LA LA LA〉 (Inst.)           |              | 루룽제         |              | 3:28   |           |
| 9.           | 〈독점 파티〉 (Inst.)          |              | 장판           |              | 3:18   |           |
| 10.          | 〈두근거리는 여름〉 (Inst.)    |              | 서정진, 김도현 |              | 3:21   |           |
| 11.          | 〈만남의 계절〉 (Inst.)        |              | 장판           |              | 4:31   |           |
| 12.          | 〈연애의 맛〉 (Inst.)          |              | Claire         |              | 3:23   |           |
| 총 재생 시간 | 총 재생 시간                   | 총 재생 시간 | 총 재생 시간   | 총 재생 시간 | 42:52  |           |

| #  | 제목                                           | 재생 시간 |
| -- | ---------------------------------------------- | --------- |
| 1. | 〈꿈의 섬 (비하인드 영상)〉 (《梦想岛》MV花絮) |           |

## 선발 멤버

### 꿈의 섬
(센터: 류중란)
- 팀SII: 다이멍, 쿵샤오인, 리위치, 쑨루이, 위안위전
- 팀NII: 궁스치, 허샤오위, 황팅팅, 자오웨
- 팀HII: 천이신, 류중란, 왕루, 셰니, 쉬양위줘
- 팀X: 천린, 리자오, 사오쉐충, 쑹신란, 쑨신원, 장단싼
- 팀XII: 장산, 장이
- BEJ48 팀B: 돤이쉬안
- GNZ48 팀G: 셰레이레이

### LA LA LA
(센터: 다이멍)
- 팀SII: 천관후이, 천쓰, 다이멍, 장윈, 쿵샤오인, 리위치, 모한, 첸베이팅, 쑨루이, 쉬천천, 쉬자치, 쉬쯔쉬안, 위안위전, 장위거
- 팀SII / 팀X: 우저한
- 팀SII / 팀HII: 위안단니

### 독점 파티
(센터: 완리나)
- 팀NII: 천자잉, 천원옌, 펑신둬, 궁스치, 황팅팅, 허샤오위, 쥐징이, 뤄란, 린쓰이, 루팅, 리이퉁, 완리나, 이자아이, 자오웨, 저우이, 쩡옌펀

### 두근거리는 여름
(센터: 쉬양위줘)
- 팀HII: 천이신, 하오완칭, 류중란, 린난, 류페이신, 리칭양, 왕바이숴, 왕루, 우옌원, 쉬한, 셰니, 쉬이런, 쉬양위줘, 위안항, 양후이팅, 장신

### 만남의 계절
(센터: 사오쉐충, 장단싼)
- 팀X: 천린, 리징, 리자아, 사오쉐충, 쑹신란, 쑨신원, 왕자링, 왕수, 왕샤오자, 셰톈이, 양빙이, 양밍쥔, 양윈위, 장단싼, 장윈원
- 팀SII / 팀X: 펑샤오페이

### 연애의 맛
(센터: 훙페이윈)
- 팀XII: 천인, 천윈링, 페이친위안, 훙페이윈, 장산, 장수팅, 리자언, 뤼멍잉, 류쩡옌, 판잉치, 쑹위산, 옌자오쥔, 위자이, 쩌우자자, 장원징, 장이

### 내용주
1. ↑  실제 레이블은 신후이 그룹 상하이 음향 출판사

### 참조주
1. ↑  “1小时销量破10万张！SNH48创造中国唱片销量新奇迹” (중국어). SNH48 공식 웹사이트. 2019년 8월 13일에 원본 문서에서 보존된 문서. 2016년 11월 8일에 확인함.